# Саут-Гайтс (Пенсільванія)
Саут-Гайтс (англ. South Heights) — місто (англ. borough) в США, в окрузі Бівер штату Пенсільванія. Населення — 384 особи (2020).

## Географія
Саут-Гайтс розташований за координатами 40°34′30″ пн. ш. 80°14′10″ зх. д. / 40.57500° пн. ш. 80.23611° зх. д. (40.574948, -80.236071).  За даними Бюро перепису населення США в 2010 році місто мало площу 1,07 км², з яких 0,85 км² — суходіл та 0,22 км² — водойми.

## Демографія
Згідно з переписом 2010 року, у селищі мешкало 475 осіб у 216 домогосподарствах у складі 138 родин. Густота населення становила 445 осіб/км².  Було 241 помешкання (226/км²).
Расовий склад населення:
| - 97,1 % — білих - 1,9 % — чорних або афроамериканців |

До двох чи більше рас належало 1,1 %. Частка іспаномовних становила 1,3 % від усіх жителів.
За віковим діапазоном населення розподілялося таким чином: 17,3 % — особи молодші 18 років, 62,3 % — особи у віці 18—64 років, 20,4 % — особи у віці 65 років та старші. Медіана віку мешканця становила 46,3 року. На 100 осіб жіночої статі у селищі припадало 103,0 чоловіків;  на 100 жінок у віці від 18 років та старших — 99,5 чоловіків також старших 18 років.
Середній дохід на одне домашнє господарство  становив 50 381 долар США (медіана — 33 125), а середній дохід на одну сім'ю — 60 136 доларів (медіана — 53 214). За межею бідності перебувало 12,6 % осіб, у тому числі 23,6 % дітей у віці до 18 років та 4,0 % осіб у віці 65 років та старших.
Цивільне працевлаштоване населення становило 238 осіб. Основні галузі зайнятості: виробництво — 21,0 %, освіта, охорона здоров'я та соціальна допомога — 18,9 %, роздрібна торгівля — 14,7 %, транспорт — 10,9 %.